# Wystawa interaktywna
Wystawa interaktywna – rodzaj wystawy, najczęściej muzealnej, na której ekspozycja budowana jest na zasadzie interakcji z widzem. Widz ma możliwość w sposób bezpośredni obcować z eksponatem poprzez dotyk, wzrok, słuch zapach. Pierwsze tego typu wystawy były związane z naukami przyrodniczymi. Kolejnym etapem rozwoju wystaw interaktywnych jest tworzenie centrów nauki.
Przykłady w Polsce: Muzeum Inżynierii Miejskiej w Krakowie, Centrum Nauki Kopernik, Centrum Hewelianum w Gdańsku, Wiembus (wystawa mobilna), Eureka (Uniwersytet Szczeciński). 
Przykłady wystaw na świecie: Ontario Science Centre, California Science Center, Singapore Science Center, Wieża Zmysłów.